# Conus inquinatus
Conus inquinatus é uma espécie de gastrópode do gênero Conus, pertencente a família Conidae.